# Rifugio Walter Bonatti
Das Rifugio Walter Bonatti  ist eine Schutzhütte im Aostatal in den Walliser Alpen. Sie liegt in einer Höhe von 2025 m im Seitental Val Ferret auf dem Malatrà genannten Gelände innerhalb der Gemeinde Courmayeur. Die Hütte wird von Anfang März bis Ende September bewirtschaftet und bietet in dieser Zeit 76 Bergsteigern Schlafplätze.
Die Schutzhütte liegt sowohl am Höhenweg Alta via della Val d'Aosta n.1 sowie an der Tour du Mont-Blanc und der Tour du Saint-Bernard.

## Aufstieg
Von Courmayeur fährt man mit dem Auto in Richtung des Seitentals Val Ferret. Beim Ortsteil Lavechey (1642 m) liegt ein Parkplatz.
Für den gesamten, keine Schwierigkeiten aufweisenden Weg vom Parkplatz bei Lavechey bis zum Rifugio Walter Bonati ist ungefähr 1 Stunde zu veranschlagen. Alternativ gibt es einen Aufstieg über die Alp Gioé, der 20 Minuten länger ist.

## Geschichte
Die Schutzhütte wurde am 2. August 1998 eingeweiht und dem bekannten Bergsteiger Walter Bonatti gewidmet.

## Tourenmöglichkeiten

### Übergänge
- Übergang zur Schutzhütte Rifugio Giorgio Bertone – (1980 m)
- Übergang zur Schutzhütte Rifugio Elena – (2062 m)

### Gipfeltouren
Folgende Gipfel können von der Hütte erreicht werden:
- Tete d'Entre Deux Sauts – 2729 m über den Colle d'Entre Deux Sauts.